# Symplecta (Psiloconopa) punctulata
Symplecta (Psiloconopa) punctulata is een tweevleugelige uit de familie steltmuggen (Limoniidae). De soort komt voor in het Oriëntaals gebied.